# Верхнерепный
Верхнерепный — упразднённый хутор в Каменском районе Ростовской области. Входил в состав Богдановского сельсовета. В 2004 году исключен из учётных данных.

## География
Располагался в верховье балки Репная (приток реки Лихая), на расстоянии приблизительно в 4 км (по прямой) к юго-западу от станции Репная.

## История
По данным на 1926 год хутор состоял из 8 хозяйств. В административном отношении входил в состав Нижне-Сазоновского сельсовета Каменского района Шахтинско-Донецкого округа Северо-Кавказского края.
До 1941 года в составе Божковского сельсовета; затем Нижне-Сазоновского; с 1951 года в Богдановском.

## Население
| 1989 | 2002 |
| ---- | ---- |
| 6    | ↗11  |

По результатам переписи 1926 года на хуторе проживало 54 человека (29 мужчин и 25 женщин), все казачьего сословия.